# Manfredo II di Saluzzo
Manfredo II (Saluzzo, 1140 – Saluzzo, 1215) fu marchese di Saluzzo dal 1175 alla morte.

## Biografia
Figlio di Manfredo I e di sua moglie Eleonora, identificata come Elena de Lacon-Serra, figlia del giudice d'Arborea, ereditato il giovane marchesato dal padre, morto nel 1175, Manfredo II è il primo membro della famiglia Aleramica a farsi chiamare "marchese di Saluzzo": questo per meglio definire la sua sfera d'influenza e i confini dei suoi territori, ancora assai vaghi perché appartenenti anche ad altri membri della sua famiglia.
Il titolo di marchese di Saluzzo, però, non implicò l'aver reso la cittadina piemontese la residenza fissa della corte e di Manfredo: altre sedi del potere erano Carmagnola, Racconigi, Revello e Dogliani. Manfredo comunque promosse la costruzione nel marchesato di vari edifici e realizzò sui confini dei suoi domini alcune fortificazioni, come la torre delle Gerbole e il castello di Cardè. Nel 1198 i saluzzesi fondarono Cuneo, creato per rafforzare il potere marchionale nel Piemonte sud-occidentale. Secondo altre fonti storiche, come "La più antica cronaca di Cuneo", la città fu fondata da abitanti di Caraglio ed altri centri per sfuggire alle vessazioni del marchesato. Cuneo fu distrutta dal marchese di Saluzzo nel 1210 e ricostruita nel 1231 con l'aiuto dei milanesi. Appare quindi poco credibile che fosse Manfredo II a volerne la costruzione. Affermando il suo potere in queste quattro città, ne fece la base da cui partì l'espansione militare dei Del Vasto, che in quegli anni si incentrò sulle Langhe e sui possedimenti meridionali dei Savoia, con i quali, dopo piccoli scontri armati di minore importanza, Manfredo II venne a patti nel 1213.
La sua vedova, Alasia del Monferrato, dovette però riconoscere tributi annuali ai Savoia durante il periodo di reggenza per il nipote Manfredo III: da questi vassallaggi i Savoia trassero le pretese accampate sulla loro padronanza del territorio del marchesato nei secoli successivi.
Gli succederà il nipote Manfredo III.

## Matrimonio e discendenza
Manfredo II si sposò con Alasia del Monferrato (1150-1232) figlia di Guglielmo V del Monferrato. Dal matrimonio nacquero cinque figli:
- Maria (1183-1260), sposò il marchese di Ceva Guglielmo II (*1180 †1220);
- Bonifacio (1184-1212), sposò Maria di Torres. La coppia ebbe un figlio, Manfredo III (1204-1244), successore al marchesato di Saluzzo;
- Tommaso;
- Margherita, che sposò di Goffredo di Salvaing;
- Agnese, che sposò il giudice di Arborea Comita I de Lacon-Zori (1070~1080-1116).

Il marchese ebbe anche un figlio illegittimo, Bastardino.

## Ascendenza
|                        |                       |                        | Genitori                 |  |  | Nonni |  |  | Bisnonni          |  |  | Trisnonni |  |
|                        |                       |                        |                          |  |  |       |  |  | Teutone del Vasto |  |  | …         |  |
|                        |                       |                        |                          |  |  |       |  |  | Teutone del Vasto |  |  | …         |  |
|                        |                       | …                      |                          |  |  |       |  |  | Teutone del Vasto |  |  |           |  |
| Bonifacio del Vasto    |                       |                        |                          |  |  |       |  |  | Teutone del Vasto |  |  |           |  |
|                        |                       | Berta di Torino        | Olderico Manfredi II     |  |  |       |  |  |                   |  |  |           |  |
|                        |                       | Berta di Torino        | Olderico Manfredi II     |  |  |       |  |  |                   |  |  |           |  |
|                        |                       | Berta di Torino        | Berta di Milano          |  |  |       |  |  |                   |  |  |           |  |
| Manfredo I di Saluzzo  |                       | Berta di Torino        |                          |  |  |       |  |  |                   |  |  |           |  |
|                        |                       | Ugo I di Vermandois    | Enrico I di Francia      |  |  |       |  |  |                   |  |  |           |  |
|                        |                       | Ugo I di Vermandois    | Enrico I di Francia      |  |  |       |  |  |                   |  |  |           |  |
|                        |                       | Ugo I di Vermandois    | Anna di Kiev             |  |  |       |  |  |                   |  |  |           |  |
| Agnese di Vermandois   |                       | Ugo I di Vermandois    |                          |  |  |       |  |  |                   |  |  |           |  |
|                        |                       | Adelaide di Vermandois | Erberto IV di Vermandois |  |  |       |  |  |                   |  |  |           |  |
|                        |                       | Adelaide di Vermandois | Erberto IV di Vermandois |  |  |       |  |  |                   |  |  |           |  |
|                        |                       | Adelaide di Vermandois | Adelaide di Valois       |  |  |       |  |  |                   |  |  |           |  |
| Manfredo II di Saluzzo |                       | Adelaide di Vermandois |                          |  |  |       |  |  |                   |  |  |           |  |
|                        | Pietro de Lacon-Serra | …                      |                          |  |  |       |  |  |                   |  |  |           |  |
|                        | Pietro de Lacon-Serra | …                      |                          |  |  |       |  |  |                   |  |  |           |  |
|                        | Pietro de Lacon-Serra | …                      |                          |  |  |       |  |  |                   |  |  |           |  |
| Gonnario di Arborea    | Pietro de Lacon-Serra |                        |                          |  |  |       |  |  |                   |  |  |           |  |
|                        |                       | …                      | …                        |  |  |       |  |  |                   |  |  |           |  |
|                        |                       | …                      | …                        |  |  |       |  |  |                   |  |  |           |  |
|                        |                       | …                      | …                        |  |  |       |  |  |                   |  |  |           |  |
| Elena de Lacon-Serra   |                       | …                      |                          |  |  |       |  |  |                   |  |  |           |  |
|                        |                       | …                      | …                        |  |  |       |  |  |                   |  |  |           |  |
|                        |                       | …                      | …                        |  |  |       |  |  |                   |  |  |           |  |
|                        |                       | …                      | …                        |  |  |       |  |  |                   |  |  |           |  |
| Elena de Orrù          |                       | …                      |                          |  |  |       |  |  |                   |  |  |           |  |
|                        |                       | Comita I d'Arborea     | Orzocco II de Lacon-Zori |  |  |       |  |  |                   |  |  |           |  |
|                        |                       | Comita I d'Arborea     | Orzocco II de Lacon-Zori |  |  |       |  |  |                   |  |  |           |  |
|                        |                       | Comita I d'Arborea     | Anna de Lacon            |  |  |       |  |  |                   |  |  |           |  |
|                        |                       | Comita I d'Arborea     |                          |  |  |       |  |  |                   |  |  |           |  |